# Chủ-tân-động (SOV)
Trong cấu trúc ngôn ngữ, chủ ngữ-tân ngữ-động từ (cấu trúc "subject-object-verb" SOV) là một cấu trúc câu trong đó chủ ngữ, tân ngữ và động từ của câu luôn luôn xuất hiện theo thứ tự đó. Nếu tiếng Anh là SOV, "Sam oranges ate" sẽ là một câu bình thường, trái ngược với tiếng Anh chuẩn "Sam ate oranges". Câu này dịch sang tiếng Việt theo câu trúc này sẽ là "Sam cam ăn", thay vì "Sam ăn cam."
Thuật ngữ này thường được sử dụng một cách không đồng nhất cho các ngôn ngữ tiện dụng như Adyghe và Basque.

## Tỉ lệ giữa các cấu trúc câu
Trong số các ngôn ngữ tự nhiên có cấu trúc sắp xếp các thành phần, SOV là loại phổ biến nhất (tiếp theo là cấu trúc câu SVO, hai loại chiếm hơn 75% ngôn ngữ tự nhiên với thứ tự ưu tiên).
Ngôn ngữ có cấu trúc SOV bao gồm Ainu, Akkadian, Amharic, Armenia, Tiếng Assam, Assyria, Aymara, Azerbaijan, Tiếng Basque, Bengali, Miến Điện, Burushaski, Cherokee, Dakota, ngôn ngữ Dogon, Elamite, Hy Lạp cổ đại, Gujarati, Hajong, Tiếng Hin-ddi, Hittite, Hopi, ngôn ngữ Ijoid, Itelmen, Nhật Bản, Kazakhstan, Kyrgyzstan, Hàn Quốc, người Kurd, cổ điển Latin, Lakota, Mãn Châu, ngôn ngữ Mande, Marathi, Mông Cổ, navajo, Nê-pan, Newari, Nivkh, Nobiin, Omaha, Pāli, Pashto, Ba Tư, Punjabi, Quechua, ngôn ngữ Senufo, Seri, Sicilia, Sindhi, Sinhalese, Sunuwar và hầu hết các khác ngôn ngữ Ấn-Iran, Somalia và hầu như tất cả các ngôn ngữ Cushitic, Sumer, Tây Tạng và gần như tất cả các ngôn ngữ Tạng-Miến, Kannada, Malayalam, Tamil, Telugu và tất cả các ngôn ngữ Dravidian khác, tiếng Tigrinya, tiếng Thổ Nhĩ Kỳ và các ngôn ngữ Thổ Nhĩ Kỳ khác, tiếng Urdu, gần như tất cả các ngôn ngữ Uto-Aztec, tiếng Uzbek, Yukaghir và hầu như tất cả các ngôn ngữ Caucian.
Tiếng Quan thoại chuẩn là SVO, nhưng đối với các câu đơn giản với ngữ cảnh rõ ràng, trật tự từ đủ linh hoạt để cho phép SOV hoặc OSV.  Một số ngôn ngữ Rôman là SVO, nhưng khi đối tượng là đại từ kèm theo, trật tự từ cho phép SOV (xem các ví dụ bên dưới). Tiếng Đức và tiếng Hà Lan được coi là SVO trong kiểu chữ thông thường và SOV trong ngữ pháp khái quát. Chúng có thể được coi là SOV nhưng với thứ tự từ V2 là quy tắc ghi đè cho động từ hữu hạn trong mệnh đề chính, dẫn đến SVO trong một số trường hợp và SOV trong các trường hợp khác. Ví dụ, trong tiếng Đức, một câu cơ bản như "Ich sage etwas über Karl" ("Tôi nói điều gì đó về Karl") là theo thứ tự từ SVO. Tuy nhiên, động từ không hữu hạn được đặt ở cuối, vì V2 chỉ áp dụng cho động từ hữu hạn: "Ich will etwas über Karl sagen" ("Tôi muốn nói điều gì đó về Karl"). Trong một mệnh đề phụ, động từ hữu hạn không bị ảnh hưởng bởi V2 và cũng xuất hiện ở cuối câu, dẫn đến thứ tự SOV đầy đủ: "Ich sage, dass Karl einen Gürtel gekauft hat." (từng chữ "Tôi nói rằng Karl một chiếc thắt lưng đã mua.")
Một ví dụ hiếm hoi về trật tự từ SOV trong tiếng Anh là "I (object) thee (object) wed (verb)" trong lời thề cưới "With this ring, I thee wed." 

## Tính chất
Cấu trúc SOV có xu hướng mạnh mẽ để sử dụng postpositions chứ không phải là prepositions, đặt trợ động từ sau động từ hành động, để đặt sở hữu cách cụm danh từ trước khi danh từ ám, để đặt một tên trước một tiêu đề hoặc kính ngữ ("James Uncle" và "Johnson Doctor" thay vì "Uncle James" và "Doctor Johnson") và để có các nhân viên cấp dưới xuất hiện ở cuối các mệnh đề cấp dưới. Họ có xu hướng yếu hơn nhưng có ý nghĩa để đặt tính từ minh họa trước danh từ họ sửa đổi. Các mệnh đề quan hệ đứng trước các danh từ mà chúng đề cập đến thường báo hiệu trật tự từ SOV, nhưng ngược lại không giữ: Các ngôn ngữ SOV có các mệnh đề quan hệ trước và sau mệnh đề gần như bằng nhau. Cấu trúc SOV cũng dường như để triển lãm khuynh hướng sử dụng một thời gian cách chỗ Trật tự của cụm từ adpositional.
Trong kiểu chữ ngôn ngữ, người ta có thể phân biệt một cách hữu ích hai loại ngôn ngữ SOV theo cách đánh dấu của chúng:
1. phụ thuộc đánh dấu có trường hợp các dấu hiệu để phân biệt chủ thể và đối tượng, cho phép nó sử dụng trật tự từ biến thể OSV mà không mơ hồ. Loại này thường đặt tính từ và chữ số trước danh từ họ sửa đổi và chỉ có hậu tố mà không có tiền tố. Ngôn ngữ SOV thuộc loại đầu tiên này bao gồm tiếng Nhật và tiếng Tamil.
2. head- mark phân biệt chủ ngữ và đối tượng bằng cách gắn vào động từ chứ không phải đánh dấu trên danh từ. Nó cũng khác với ngôn ngữ SOV đánh dấu phụ thuộc trong việc sử dụng tiền tố cũng như hậu tố, thường là cho căng thẳng và sở hữu. Bởi vì tính từ trong loại này giống động từ hơn nhiều so với ngôn ngữ SOV đánh dấu phụ thuộc, chúng thường đi theo danh từ. Trong hầu hết các ngôn ngữ SOV có một tính từ đánh dấu đầu hoặc động từ giống như động từ, chữ số và số lượng liên quan (như "tất cả", "mọi") cũng tuân theo các danh từ họ sửa đổi. Ngôn ngữ thuộc loại này bao gồm Navajo và Seri.

Trong thực tế, tất nhiên, sự khác biệt giữa hai loại này là xa sắc nét. Nhiều ngôn ngữ SOV được đánh dấu kép và có xu hướng thể hiện các thuộc tính trung gian giữa hai loại lý tưởng hóa ở trên.
Nhiều ngôn ngữ đã chuyển sang thứ tự từ SVO từ SOV gốc giữ lại (ít nhất là ở một mức độ) các thuộc tính, ví dụ như ngôn ngữ Phần Lan (sử dụng nhiều các mệnh đề, v.v.)

## Ví dụ

### Tiếng Albania
| Câu        | Agimi librin e mori.                                | Agimi librin e mori.                                | Agimi librin e mori.                                | Agimi librin e mori.                                | Agimi librin e mori.                                |
| Từ         | Agimi                                               | librin                                              | e mori                                              |                                                     |                                                     |
| Tiếng Việt | Agimi                                               | quyển sách                                          | lấy                                                 |                                                     |                                                     |
| Thành phần | Môn học                                             | Vật                                                 | Động từ                                             | Động từ                                             |                                                     |
| Dịch       | Agimi lấy cuốn sách. (Chính Agimi đã lấy cuốn sách) | Agimi lấy cuốn sách. (Chính Agimi đã lấy cuốn sách) | Agimi lấy cuốn sách. (Chính Agimi đã lấy cuốn sách) | Agimi lấy cuốn sách. (Chính Agimi đã lấy cuốn sách) | Agimi lấy cuốn sách. (Chính Agimi đã lấy cuốn sách) |

- Trình tự này (SOV) chỉ xảy ra trong ngôn ngữ thơ.

### Tiếng Ailen
| Câu        | Ümid ağac əkəcək.          | Ümid ağac əkəcək.          | Ümid ağac əkəcək.          | Ümid ağac əkəcək.          | Ümid ağac əkəcək.          |
| Từ         | Ümid                       | agac                       | əkəcək                     |                            |                            |
| Tiếng Việt | Umid                       | cây                        | sẽ trồng                   |                            |                            |
| Thành phần | Môn học                    | Vật                        | Động từ                    | Động từ                    |                            |
| Dịch       | Umid sẽ trồng một cái cây. | Umid sẽ trồng một cái cây. | Umid sẽ trồng một cái cây. | Umid sẽ trồng một cái cây. | Umid sẽ trồng một cái cây. |

### Tiếng Armenia
| Câu        | Անունը Շուշանիկ է     | Անունը Շուշանիկ է     | Անունը Շուշանիկ է     | Անունը Շուշանիկ է     | Անունը Շուշանիկ է     |
| Từ         | Իմ                    | անունը                | Շուշանիկ              | է                     |                       |
| La Mã hóa  | Im                    | anunȳ                 | Šušanik               | ē                     |                       |
| Tiếng Việt | Của tôi               | tên                   | Shushanik             | là                    |                       |
| Thành phần | Chủ ngữ               | Chủ ngữ               | Tân ngữ               | Động từ               |                       |
| Dịch       | Tên tôi là Shushanik. | Tên tôi là Shushanik. | Tên tôi là Shushanik. | Tên tôi là Shushanik. | Tên tôi là Shushanik. |